# Willie Moretti
Guarino Moretti, detto Willie e Willie Moore (Bari, 24 febbraio 1894 – Cliffside Park, 4 ottobre 1951), è stato un mafioso italiano, membro di Cosa nostra statunitense.
È stato anche il vicecapo della Famiglia Genovese dal 1937 al 1951. Moretti ha ispirato il personaggio de Il padrino Luca Brasi, fedelissimo di Don Vito Corleone.

## Biografia
Guarino Moretti nasce nel 1894 a Bari, per poi trasferirsi con la sua famiglia nel New Jersey. Alla metà degli anni venti entra a far parte della Famiglia Masseria. Fu Moretti ad andare a prendere Joe Bonanno in Florida, appena sbarcato clandestinamente e i due divennero grandi amici. Durante la guerra Castellammarese si distingue come spietato killer e come soldato nella decina di Lucky Luciano.
Finita la Guerra castellammarese, Moretti diventa uno dei più importanti capidecina della Famiglia, guidata adesso da Luciano. Si occupa del redditizio e lucrativo giro del gioco d'azzardo, delle scommesse clandestine e di tutti gli altri racket, in associazione con Joe Adonis, Settimo Accardi, e Abner Zwillman nel New Jersey, soprattutto nella zona nord dello stato.
Nel 1936 dopo L'arresto di Luciano, e la latitanza di Genovese in Italia, Frank Costello viene nominato reggente della Famiglia su ordine dello stesso Luciano, e nomina Moretti suo vice.
Nel 1946 Lucky Luciano viene espulso dal governo americano, e rimandato in Italia. Così Costello diventa ufficialmente il Boss della Famiglia, ma Vito Genovese tornato in America reclama il diritto di essere lui il Boss della Cosca.
Tra Costello e Genovese incomincia una guerra fredda, fatta di provocazioni da parte di Genovese, e così la famiglia si spacca in due correnti.
Tuttavia Genovese ed i suoi uomini temporeggiano nell'attaccare Costello, perché temono la reazione di Moretti e della sua fazione del New Jersey. Con l'uscita di scena di Joe Adonis, alleato di Costello e Moretti, che viene espulso e rimpatriato in Italia, la fazione di Genovese prende la rincorsa e decide di abbattere uno dei pilastri del potere di Costello.
Nel 1950 Moretti era stato uno degli interrogati durante la famosa commissione Kefauver, che indagava sulla Mafia in America. Aveva contratto la sifilide da una delle sue numerose amanti, cosa che negli ultimi anni gli causò un inizio di demenza e gravi problemi psichici. Infine venne assassinato il 4 ottobre 1951, mentre stava pranzando nel ristorante Joe Elbow room situato al 793 Palisade Avenue, di Cliffside Park nel New Jersey da tre uomini di Vito Genovese.